# Caryophyllia cyathus
Espèce
Statut CITES
Caryophyllia cyathus est une espèce de coraux appartenant à la famille des Caryophylliidae.